# Young Guns (banda)
Young Guns es una banda de rock inglesa formada en 2009 en High Wycombe, Buckinghamshire, Inglaterra. Su primer EP, Mirrors, fue lanzado el 22 de junio de 2009 y su primer disco, All Our Kings Are Dead, el 12 de julio de 2010. Su segundo álbum, Bones, fue lanzado en febrero de 2012. Su sencillo "Bones" alcanzó no.1 en los Billboard de escombros activos gráficos en los EE. UU. en mayo de 2013. Su tercer álbum, Ones and Zeros, fue lanzado el 9 de junio de 2015. 
El cuarto álbum de la banda titulado, Echoes, salió al aire el 16 de septiembre de 2016.

## Historia

### MirrorsyAll Our Kings Are Dead(2009-2011)
El 2 de febrero de 2009, Young Guns lanzaron su primer video musical de su sencillo debut "In the Night". La banda lanzó su EP Mirrors, que incluía canciones como "Weight of the World" y "Daughter of the Sea" , el 22 de junio de 2009, y comenzó a viajar en julio de 2009, y la apertura de Lostprophets en agosto de 2009.
Young Guns lanzó su primer álbum, All Our Kings Are Dead, bajo su propio sello llamado Live Forever, el 12 de julio de 2010 y alcanzó el número 43 en la lista de álbumes del Reino Unido, y N°3, tanto en la roca Reino Unido y Indie listas de ventas. El álbum incluye los sencillos, "Winter Kiss", "Sons of Apathy", "Crystal Clear", "Stitches" y "Weight of the World", todos los cuales tenían videos musicales.
Durante el verano, la banda tocó en algunos de los festivales más grandes del Reino Unido, incluyendo el Download Festival y abriendo el escenario principal del festival.

### Bones(2012-2013)
La banda comenzó a grabar su nuevo álbum en Karma Sound Studios en Tailandia con el productor Dan Weller, exguitarrista de la banda de metal Sikth, alrededor de julio de 2011, y publicada en los blogs de estudio YouTube durante la grabación. Lanzaron el primer sencillo del álbum, "Learn My Lesson", el 13 de octubre de 2011. Su primera obra emisión fue de Zane Lowe de Radio 1 espectáculo y se puso a disposición para iTunes poco después. La banda pronto apareció en algunos revistas de rock populares como Sound Rock y Kerrang!.
El 9 de noviembre de 2011, Young Guns anunció el título del segundo álbum, Bones, y que sería lanzado el 6 de febrero de 2012. También anunciaron al mismo tiempo que iban a visitar un pequeño número de pequeños lugares alrededor del Reino Unido antes de la gira de apoyo con Enter Shikari, a partir de su lugar de origen.
Durante la primera semana de diciembre de 2013, la banda, junto con Asking Alexandria, abrió por Bullet For My Valentine durante la gira Rule Britannia UK, que fue a Mánchester, Glasgow, Birmingham, Londres y Cardiff.

### Ones and Zeros(2014-2015)
Se anunció el 6 de febrero de 2014 que la banda había firmado a la Virgen EMI sello discográfico y que iban a volar a San Francisco para trabajar en el seguimiento de Bones con el productor Dan The Automator. Sin embargo, la banda más tarde informó de que la grabación con Dan the Automator no estaba funcionando debido a diferencias artísticas. Al final, el álbum fue grabado con Steve Osborne. En abril, se anunció que la banda se presentará en el Festival de Reading y Leeds.
Young Guns fueron un acto de apoyo para Bring Me the Horizon para un completo espectáculo en el Wembley Arena en Londres el 5 de diciembre.
A principios de febrero de 2015, la banda anunció que su tercer álbum se titularía Ones and Zeros, y sería lanzado el 8 de junio de 2015. Durante el resto del mes de febrero una gira por el Reino Unido con Don Broco, We Are the In Crowd, Bury Tomorrow y Beartooth como parte de ese año de la revista Kerrang!. Después de eso, comenzaron un recorrido por su propia todo el Reino Unido. En abril de 2015 comenzó una gira con Breaking Benjamin para la primera etapa de su gira por Estados Unidos con las fechas establecidas a agosto.

### Echoes(2016-presente)
Young Guns se dio a conocer como parte de la alineación para Slam Dunk Festival 2016 el 9 de marzo de 2016.
El 22 de junio de 2016, Young Guns reveló los detalles de su cuarto álbum de estudio titulado Echoes, que fue lanzado el 16 de septiembre de 2016, con sencillos como "Bulletproof" y "Mad World".

## Sonido e influencia
La banda no sólo ha sido a menudo descrita como una banda general de rock que surgió con el resto de la ola de bandas de este género, sino que también ha sido etiquetada como "melodic rock" y hard rock.

## Miembros
| Miembros actuales - Gustav Wood - voz principal, teclados, sintetizadores (2009-presente) - Fraser Taylor - guitarra líder (2009-presente) - Simon Mitchell - guitarra bajo (2009-presente) - John Taylor - guitarra rítmica , coros (2009-presente) - Chris Kamrada - batería, percusión (2016-presente) | Miembros anteriores - Ben Jolliffe - batería, percusión (2009-2016) |

Línea del tiempo

## Discografía
| Álbumes de estudio - 2010: All Our Kings Are Dead - 2012: Bones - 2015: Ones and Zeros - 2016: Echoes | EPs - 2009: Mirrors |